# Blanes
Blanes je španělské město v comarce La Selva v provincii Girona, v autonomním společenství Katalánsko. Nachází se na pobřeží na Costa Brava a je známo jako brána Costa Brava. Žije zde přibližně 42 tisíc obyvatel.
V římským časech bylo nazýváno Blandae nebo Blanda. Blanes je vyhledávaným turistickým cílem v Katalánsku. Nejlepší pláže v tomto letovisku jsou Sant Francesc nebo Cala Bona.

## Hospodářství
Dříve byla místní ekonomika v úplně primárním sektoru (rybolov, zemědělství). Od druhé poloviny 20. století začala hospodářský rozvoj, který vedl především k vzniku textilního průmyslu a cestovního ruchu. Ve městě se nachází mnoho hotelů a kempů.

## Památky
- Botanické zahrady: Marimurtra, Pinya de Rosa
- Sa Palomera
- Kostel Santa Maria
- Hrad San Joan